# 乌韦·翁特瓦尔德
乌韦·翁特瓦尔德（德語：Uwe Unterwalder，1950年7月15日—），德国男子自行车运动员。他曾代表东德参加1972年、1976年和1980年夏季奥林匹克运动会自行车比赛，获得二枚银牌。